# تلمبة بهنار (نغار بردسير)
تلمبة بهنار (بالإنجليزية: Tolombeh-ye Bahnar)‏ هي مستوطنة تقع في إيران في كرمان.